# Mimic
Mimic är en amerikansk skräckfilm från 1997 i regi av Guillermo del Toro. I huvudrollerna ses Mira Sorvino och Jeremy Northam.

## Rollista i urval
- Mira Sorvino - Dr. Susan Tyler
- Jeremy Northam - Dr. Peter Mann
- Josh Brolin - Josh
- Charles S. Dutton - Officer Leonard Norton
- Giancarlo Giannini - Manny
- F. Murray Abraham - Dr. Gates
- Norman Reedus - Jeremy
- Julian Richings - Workman
- Doug Jones - Long John #2
- Alexander Goodwin - Chuy
- Alix Koromzay - Remy Panos